# Forever In Your Mind
Forever In Your Mind es una boyband estadounidense formada en 2013, sus integrantes son Ricky García, Emery Kelly y Liam Attridge. Su EP debut, FIYM, fue lanzado en Hollywood Records el 1 de julio de 2016.

## Historia

### Formación (2013-2015)
En 2013, cuando tenían 16 y 14 años de edad, respectivamente, Emery Kelly (como artista en solitario) y Ricky García (como parte de un grupo) audicionarón para la temporada 3 de The X-Factor. Ambos fueron eliminados durante la primera ronda, Pero el juez Simon Cowell pidió a Kelly y García que permanezcan en el programa, uniéndolos con el miembro del grupo de García Jon Klaasen para formar un trío que nombró Forever in Your Mind. Ellos cantaron la versión de "Lovebug" por los Jonas Brothers y fueron los últimos concursantes eliminados antes de la final 16. El 7 de noviembre de 2013, su primer video musical, "She Lights the World", se estrenó en Just Jared Jr. La canción fue escrita por Charlie Midnight y Allen Copeland.
En junio de 2014, Klaasen dejó la banda. Fue reemplazado el mes siguiente por el primo de Kelly, Liam Attridge.
Forever in Your Mind lanzó la canción "Sweet Little Something" el 12 de marzo de 2015; Una segunda versión con Jordyn Jones fue lanzado tres días después, el 15 de marzo. La banda firmó con Hollywood Records en noviembre de 2015. En el diciembre de 2015, lanzaron un vídeo de la música para su canción temática del día de Navidad "Wrapped Up for Christmas."

### FIYM (2016)
Siguiendo el especial aniversario de 10 años de High School Musical que salió al aire en Disney Channel el 20 de enero de 2016, Forever In Your Mind creó una mezcla de tres minutos de canciones de la película. Luego grabaron una mezcla de cinco canciones de películas de Disney Channel ("Wildside" de Adventures in Babysitting, "This is Me" de Camp Rock, "Cruisin' for a Bruisin'" de Teen Beach Movie, "Rotten to the Core" de Descendientes y "Breaking Free" de High School Musical) que fue incluida en el soundtrack Your Favorite Songs from 100 Disney Channel Original Movies en 2016. 
El 29 de abril de 2016 Forever In Your Mind lanzó "Hurricane", el primer sencillo de su EP. Ricky, Emery y Liam escribiendo la canción con Doug Rockwell y Dustin Atlas. Fue estrenada en Radio Disney tres días después. El 30 de junio de 2016 Teen Vogue estrenó el video musical de la segunda pista de su EP, "Enough About Me".
El 1 de julio de 2016, Forever In Your Mind lanzó su EP debut, FIYM.

### Euphoric 2017–2018
Forever in Your Mind lanzó el sencillo que no forma parte del álbum , "Smooth", el 28 de abril de 2017, después de haber promocionado su EP debut durante gran parte de 2016.El lanzamiento del sencillo también incluyó la pista del lado B, "Missing". una balada pop que lamenta una relación fracturada sin posibilidad de reparación.
Hacia finales de 2017, la banda anunció el próximo lanzamiento de su último EP, Euphoric , precedido por su sencillo principal, "Rabbit Hole". El EP estuvo disponible para pedidos anticipados el 15 de diciembre y se lanzó en su totalidad el 12 de enero de 2018.
El 28 de octubre de 2018, Forever in your Mind lanzó su sencillo "Let Go", su primer lanzamiento musical desde Euphoric.

## Actuaciones
Forever in Your Mind ha tocado en vivo con Demi Lovato, Fifth Harmony, Jesse McCartney y Bea Miller, recorriendo Norteamérica como parte de DigiTour en el 2015. La banda entregó un premio en el escenario de los Radio Disney Music Awards el 1 de mayo de 2016, e hizo su debut de la televisión nacional en un funcionamiento en Good Morning America de ABC el 4 de julio de 2016. En 2016, Forever in Your Mind fue en gira con Olivia Holt, Ryland Lynch e Isac Elliot. La banda también actuó con Holt en el TJ Martell Family Foundation Day 2016 en Los Ángeles el 9 de octubre de 2016.

## Formación

### Integrantes
Ricky García
Ricardo "Ricky" René García Jr. nació el 22 de enero de 1999 en una base militar en Puerto Rico. Es el menor de sus hermanos, Justin y Marc. Vivió en Texas con su familia y después se mudó a Los Ángeles con su madre para seguir su carrera artística. Antes de ser cantante, Ricky era modelo. Además de cantar en Forever In Your Mind, Ricky está en el elenco principal de la nueva serie de Disney Channel, Best Friends Whenever interpretando a Naldo Montoya.
Emery Kelly
Emery Thomas Kelly nació el 28 de diciembre de 1997 en Nueva York. Tiene una hermana mayor llamada Veronica. Se quedó en Nueva York para pasar la audición del programa y se juntó con Ricky y Jon en un grupo. Antes de eso Emery hacía videos cantando para YouTube. Ahora además de estar en la banda hace participaciones en series de Disney Channel, Dog With a Blog, Lab Rats y la serie de su compañero de banda, Best Friends Whenever. Emery continúa haciendo videos para su canal de YouTube, pero en vez de grabar covers ahora responde preguntas y hace retos.
Liam Attridge
Liam Thomas Attridge nació el 13 de abril de 1999 en Nueva York. Es el primo de Emery.  Liam entró en la banda cuando Ricky y Emery fueron a Nueva York a cantar en DigiFest NYC en 2014, y precisaban a alguien para hacer los solos de Jon y tocar la guitarra.  Como el público reaccionó bien con la presentación de Liam lo llamaron para ser parte de la banda. Se mudó a Los Ángeles para vivir con Emery después de eso. Liam toca la guitarra, el saxofón y el piano.

### Exintegrante
Jon Klaasen
Jonathan "Jon" Daniel Klaasen nació el 10 de enero de 1998 en Indiana. Es el hijo mayor de Karen Klaasen y Bob Klaasen, su hermano menor se llama Joey. Jon anunció su salida de la banda el 3 de junio de 2014 para seguir su carrera solo. Actualmente es solista, y su último sencillo se llama "Irreplaceble".

## Televisión
En mayo de 2015 fue anunciado que Disney Channel estaba desarrollando una serie para el trío que los involucraba cantando y actuando. Ricky interpreta a Naldo en la serie Best Friends Whenever, que fue estrenada el 26 de junio de 2015. Emery aparece en el primer episodio del show. The Forever in Your Mind song "Whenever" is the theme song on Best Friends Whenever, La canción de Forever In Your Mind, "Whenever", es la canción de apertura de la serie, y su cover de KC and the Sunshine Band Shake Your Booty aparece en el séptimo episodio del show, que fue lanzado el 23 de agosto de 2015.
En mayo de 2015, se anunció que Disney Channel está desarrollando una serie para el trío que los involucra actuando y cantando. 
En agosto de 2016, se anunció que Disney Channel dio luz verde a un piloto de comedia sobrenatural protagonizada por García, Kelly y Attridge llamado "Forever Boys". La serie seguirá a tres hermanos que fueron mordidos por un vampiro durante su primer concierto en 1957. Después de mantener a sus identidades de vampiros en secreto durante más de medio siglo, un productor de música los convence de reemergir como una banda de vampiros. Si se recoge, la serie se estrenaría en 2017. Sin embargo, el 12 de enero de 2018, la banda confirmó que el piloto no fue aprobado.

## Discografía

### EP
| Título   | Notas |
| -------- | --- |
| FIYM     | - Fecha de lanzamiento: 1 de julio de 2016 - Sello discográfico: Hollywood Records - Formato: descarga digital. |
| Euphoric | - Fecha de lanzamiento: 2 de enero de 2018 - Sello discográfico: Hollywood Records - Formato: descarga digital. |

### Singles
| Título                     | Año  | Álbum |
| -------------------------- | ---- | ----- |
| "She Lights the World"     | 2013 | —     |
| "Naughty List"             | 2014 | —     |
| "Sweet Little Something"   | 2015 | —     |
| "Wrapped Up for Christmas" | 2015 | —     |
| "Hurricane"                | 2016 | FIYM  |
| "Enough About Me"          | 2016 | FIYM  |
| "Compass"                  | 2016 | FIYM  |

### Otras Apariciones
| Título                                        | Año  | Otros Artistas | Álbum                                                                     |
| --------------------------------------------- | ---- | -------------- | ------------------------------------------------------------------------- |
| "Whenever" (de Best Friends Whenever)         | 2015 | —              | —                                                                         |
| "Shake Your Booty" (de Best Friends Whenever) | 2015 | —              | —                                                                         |
| "DC Classics Medley"                          | 2016 | —              | Sus canciones favoritas de las 100 películas originales de Disney Channel |